# 新舞子マリンパーク

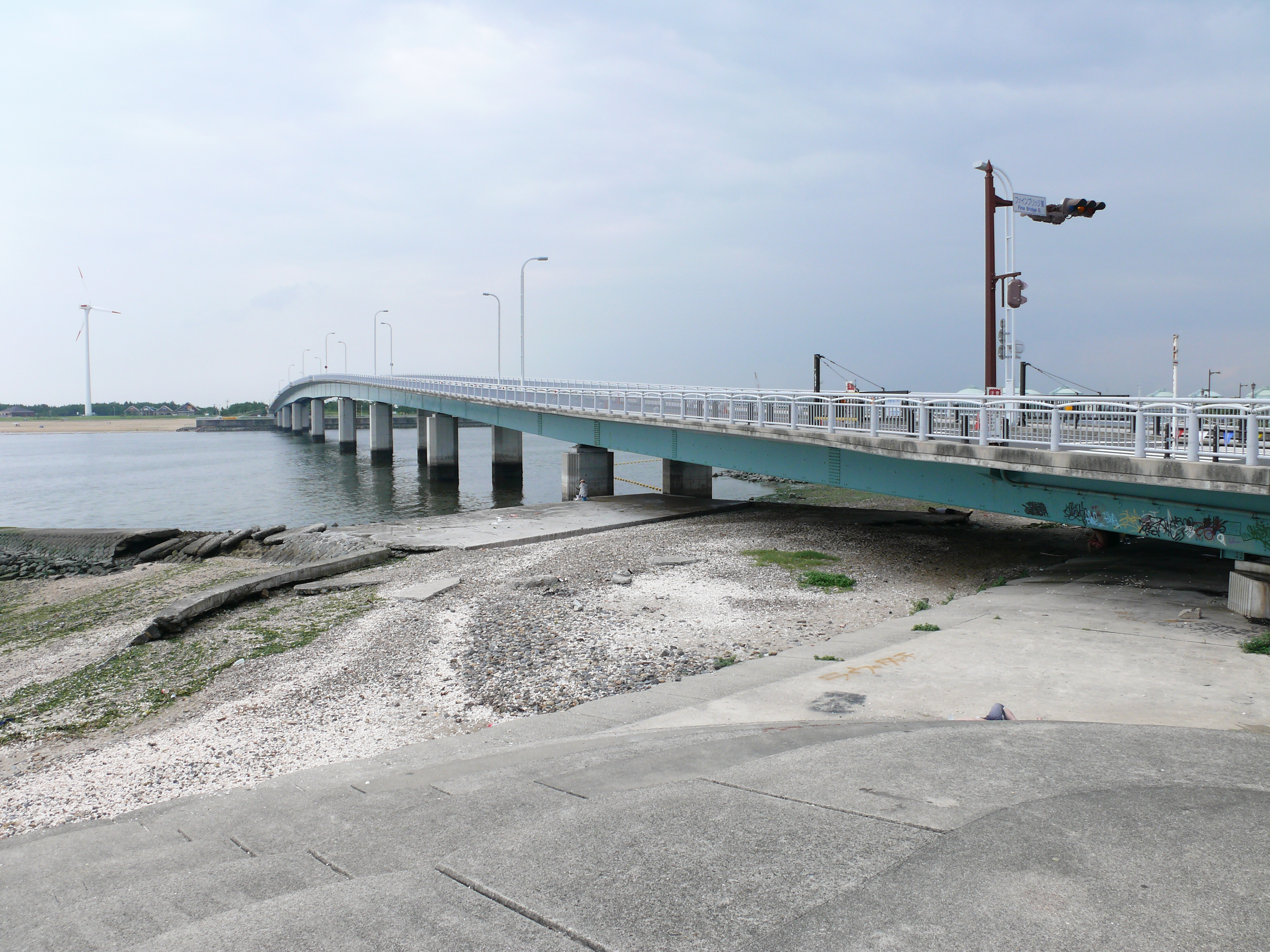
ファインブリッジ

新舞子マリンパーク（しんまいこマリンパーク）とは、愛知県知多市緑浜町にある人工島の公立の公園。一部事務組合の名古屋港管理組合が設置し、株式会社日誠が指定管理者として管理・運営をしている。

## 概要
港湾の環境整備を図るために名古屋港南5区埋立地の一部を整備し、1997年（平成9年）4月29日に開園した。名古屋市内から最も近い海水浴場として知られ、夏季は多数の海水浴客で混雑する。また2005年（平成17年）に開港した中部国際空港からも比較的近く、低空飛行中の飛行機を見ることができる。一帯は2010年（平成22年）5月にみなとオアシスとして登録されており、当園はみなとオアシスちた新舞子の中核施設である。
島内の管理施設の電力を賄う目的で2004年（平成16年）9月から風力発電機2機（デンマーク ヴェスタス社製、支柱の高さ65メートル〈m〉・年間約300キロワット〈kW〉を発電）が建設され、翌2005年（平成17年）2月から運転を開始した。
2020年（令和2年）5月には老朽化により1基が故障のため停止、もう1基も2021年（令和3年）12月に発電を停止した。停止後もメンテナンスで年間約1千万円かかることから2023年（令和5年）に撤去する方針が決定された。すでに関連予算案が可決されており2025年度以降に撤去工事に入る見込みである。

## 主な施設
- 人工砂浜・海水浴場（新舞子ブルーサンビーチ）
  - 埋め立てて造成した人工島に[8]長崎県壱岐島から運んだ[9]海砂を敷き詰めた人工砂浜で[10]、幅約400 m・奥行き約100 m[8]。
  - 7月 - 8月にかけて海水浴場として多くの若者・家族連れで賑わい、年間15 - 17万人の海水浴客が利用するほか、7月下旬 - 8月中旬には各種イベントが行われる[10]。
  - 2002年（平成14年）6月25日には人工海浜では珍しいとされるアカウミガメの産卵が目撃され[注 1][8]、翌2003年（平成15年）9月にはこのことを記念したモニュメント（赤色御影石製の石像 / 縦1.8 m×横1.3 m・重さ2.5トン）が建てられている[11]。
- 芝生広場
- 休憩所
- 駐車場
- 魚釣り施設[12] - 島内にある名古屋港南5区の南岸堤防に海釣り公園を設置し[13]、2015年（平成27年）1月9日より開放された。
  - 名古屋港海づり公園（知多堤）が南海トラフ巨大地震などの津波対策として高潮防波堤かさ上げ工事を行うため休園となり[14]、当初はその暫定的な代替施設として整備されたが[13]、同施設は再開せず閉鎖されることとなった[14]。
  - 海づり公園にあった転倒防止柵を再利用したほか防犯の為の照明灯を設置し、駐車場40台分も整備した[13]。旧海づり公園と同様に団子釣り・浮きフカセ釣りは禁止されている[15]。
  - 24時間365日開放されていた旧名古屋港海づり公園と異なり[16]、開園時間は5時15分 - 20時までである[注 2][12]。
  - 足元でカサゴ、タケノコメバルなどが、投げ釣りでハゼ、カレイ、アナゴ、クロダイなどが、サビキ釣りでアジ、イワシ、サッパなどが釣れる[17]。

## 駐車場
浜開き期間中および土曜日・日曜日・祝日は1回500円の駐車料金が必要となるが、それ以外の平日は無料で駐車できる。

## アクセス
対岸から島内へは2つの橋がある。ただし、いずれの橋も午後9時から翌朝5時までの間は閉鎖されるため、その間は島への出入りができない。

### 自動車
- 西知多産業道路「日長IC」を降りて「新日長橋（新舞子グリーンライン）」を渡る。

### 鉄道
- 名鉄常滑線 新舞子駅を降りて駅西側の「ファインブリッジ」を渡る（徒歩で約10分）。